# Arrufiat
Arrufiat, auch Arrufiac oder Ruffiac, ist eine alte Weißweinsorte, die in der Weinbauregion Sud-Ouest im Südwesten von Frankreich (in der Gascogne) angebaut wird. Sie ist Bestandteil der Appellations-Weine Pacherenc du Vic-Bilh und Tursan (nicht jedoch im Béarn, wo es zu Verwechselung mit der Sorte Raffiat de Moncade kam) oder im Vin-Delimité-de-Qualité-Supérieur-Wein Côtes de Saint-Mont, ansonsten wird sie allerdings nur selten verwendet. Die aus ihr erzeugten Weine erreichen keine besonders hohen Alkoholgehalte, aber ein intensives Aroma, das manchmal entfernt an einen Madeirawein erinnert. Der Arruffiac ist häufig Verschnittpartner des Courbu.
In Frankreich wurden Ende der 1990er Jahre noch 123 Hektar bestockte Rebfläche erhoben. Es wird jedoch angenommen, dass die Fläche weiter abnimmt, da Neuanpflanzungen kaum bekannt sind.
Für den Qualitätsweinanbau sind die Klone 405, 652, 653, 921 und 922 zugelassen. Die beiden erstgenannten Klone erbringen die qualitativ besten Ergebnisse.
Eine im Jahr 2007 veröffentlichte Studie legt nahe, dass die weiße Arrufiat genetisch nahe verwandt mit der Rebsortenfamilie der Verdot (z. B. Petit Verdot) ist. Arrufiat ist eine Varietät der Edlen Weinrebe (Vitis vinifera). Sie besitzt zwittrige Blüten und ist somit selbstfruchtend. Beim Weinbau wird der ökonomische Nachteil vermieden, keinen Ertrag liefernde, männliche Pflanzen anbauen zu müssen.

## Synonyme
Die Rebsorte Arrufiat ist auch unter den Namen Arafiat, Arrefiac, Arrefiat, Arrufiac, Arufiat, Bouiddelet, Pacherenc, Raffiac, Raffiat, Refiat, Ruffiac, Rufiat, Rouffiac femelle und Zurizerratia (im französischen Baskenland) bekannt.